# Điền Hải (xã)
Điền Hải là một xã và là huyện lỵ của huyện Đông Hải, tỉnh Bạc Liêu, Việt Nam.

## Địa lý
Xã Điền Hải nằm ở phía tây nam huyện Đông Hải, có vị trí địa lý:
- Phía đông giáp xã Long Điền Đông
- Phía tây giáp xã Long Điền Tây
- Phía nam giáp Biển Đông
- Phía bắc giáp xã Long Điền.

Xã Điền Hải có diện tích 41,82 km², dân số năm 2022 là 11.281 người, mật độ dân số đạt 269 người/km².

## Hành chính
Xã Điền Hải được chia thành 6 ấp: Bờ Cảng, Diêm Điền, Doanh Điền, Gò Cát, Huy Điền, Long Hà.

## Lịch sử
Ngày 4 tháng 4 năm 1979, Hội đồng Chính phủ ban hành Quyết định số 142-CP về việc thành lập xã Điền Hải thuộc huyện Giá Rai trên cơ sở một phần của xã chia xã Long Điền Tây.
Ngày 13 tháng 4 năm 1991, Ban Tổ chức Chính phủ ban hành Quyết định số 183/QĐ-TCCP về việc sáp nhập xã Điền Hải vào xã Long Điền Tây.
Ngày 1 tháng 8 năm 2008, Chính phủ ban hành Nghị định số 85/2008/NĐ-CP về việc thành lập xã Điền Hải thuộc huyện Đông Hải trên cơ sở điều chỉnh 3.400,04 ha diện tích tự nhiên và 9.408 nhân khẩu của xã Long Điền Tây.
Xã Điền Hải đang được quy hoạch trở thành trung tâm huyện lỵ mới của huyện Đông Hải.
Hiện nay, huyện Đông Hải di dời huyện lỵ từ thị trấn Gành Hào đến Khu hành chính mới huyện Đông Hải tại Đường Tỉnh 980 (Giá Rai – Gành Hào), ấp Gò Cát, xã Điền Hải.